# 禁煙

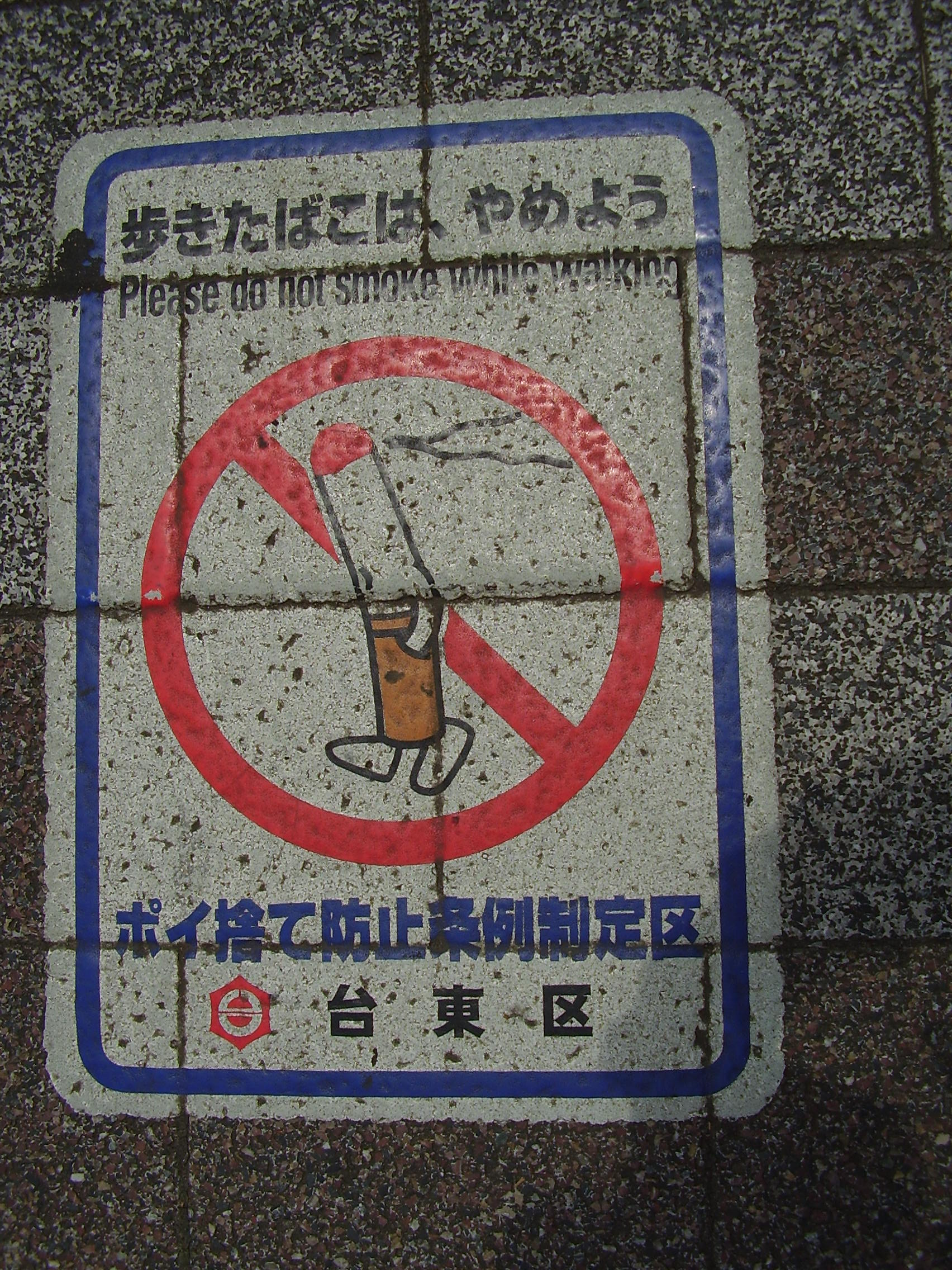
「歩きたばこは、やめよう」（路上禁煙を求める東京都台東区の掲示）

禁煙（きんえん）とは、喫煙を禁止する、もしくは喫煙者が喫煙を止める事である。
喫煙の禁止としての「禁煙」(smoking ban, smoking restrictions)は、飲食店や交通機関、さらには路上などの公共の場、もしくはオフィスなど職場での喫煙を禁止するものである。個別の方針として決定されている場合と、法律・条例により定められている場合とがある。権利としての「嫌煙」も参照。
喫煙者が自発的に行なう「禁煙」すなわち喫煙中止（Smoking cessation）については、ニコチン依存症の解決が必要である。「断煙」や、卒業にたとえてした「卒煙」と呼ぶこともある。

## 歴史
タバコ（煙草）はヨーロッパ諸国によるアメリカ大陸の植民地化の始まりとともに旧世界に知られた（「コロンブス交換」参照）。早くも1575年にスペイン帝国領メキシコで禁煙条例が出され、メキシコのキリスト教会またスペインのカリブ植民地で禁煙が命じられた。
またオスマン帝国でも1633年、喫煙を禁止した。同時期に欧州でも喫煙者を教会から破門すべきかどうか議論された。16世紀後半にはオーストリアやドイツのバヴァリアで、ドイツではこのほか1723年にベルリンで、1742年にケーニヒスベルクで禁煙条例が出された。こうした禁煙条例は、1848年革命で廃止された。
国民規模で行われた禁煙運動はナチスによって行われた。ナチスは大学、郵便局、軍用医院などが禁煙にした（ナチス・ドイツの反タバコ運動）。第二次世界大戦後から始まる禁煙運動は主にアメリカ合衆国から始まった。

### 日本
日本では、煙草の伝来した1605年（慶長10年）頃より喫煙習慣が広まった。当初は薬として喫煙されていた。『当代記』慶長十三年十月の条に
とある。
林羅山は煙癖があったと見えて、「佗波古（たばこ）」「希施婁（きせる）」に関する文章を執筆している。「莨※文」では
と記し、酒の代わりとしている。
江戸幕府は、火災の原因となり、煙草の植附けは田畑を荒すなど弊害あるものとして、慶長十四年七月、たばこを禁止した。
穂積陳重はこれを日本における禁煙法令の初めとしている。
慶長十七年八月、幕府は、耶蘇教、屠牛に関する禁令とともに、煙草に関する禁令を出した。
こののちも幕府はしばしば喫煙および煙草耕作の禁令を出した（穂積陳重『五人組制度』）、その頃の落首に、
というものがあり、完全に統制されていたわけではなかった。
慶長の幕府の喫煙禁止令に応じて薩摩の島津藩でも禁煙が命令された。薩摩は早くより南蛮との貿易を始めており、喫煙風習も広がっていた。
南浦文之は『南浦文集』で次のような喫煙と頽廃に関する詩を残している。
島津藩の禁煙令については、『崎陽古今物語』に記事がある。
これによれば、島津藩では喫煙者を死刑に処していた。しかし、抑止力はなかったとはみえ、同書、前掲文の続きに、
とあり、さらに後年、薩摩煙草は名産物になった。
明治時代以降、鉄道の列車車内では喫煙が可能であったが、昭和に入り電車が普及すると鉄道関係者の中から車内での喫煙を問題視する動きが見られた。当初は「ご遠慮ください」との表現で道徳心に訴えていたが、遠慮しない乗客があとをたたなかったことから、1930年（昭和5年）11月25日から省線電車車内は禁煙となった。

## 喫煙の空間的禁止

### 欧米・オセアニアの先進国

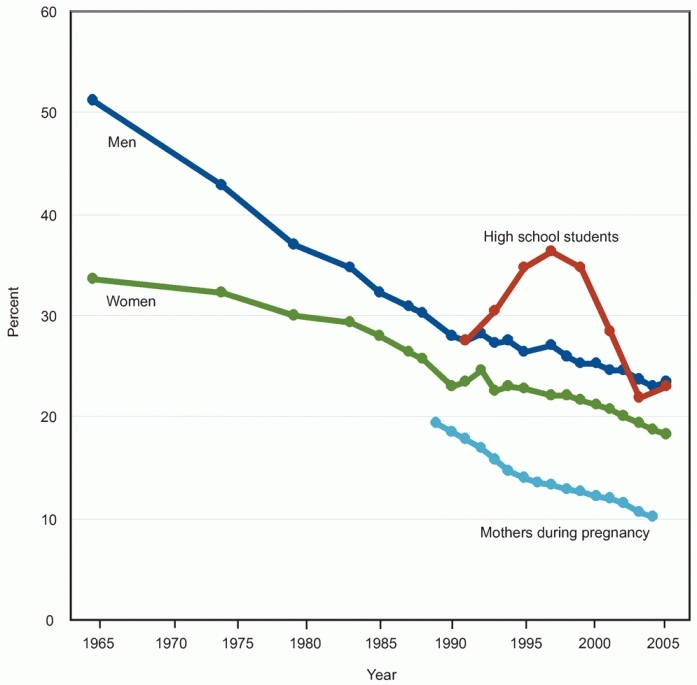
アメリカ合衆国のタバコ喫煙率
（1965年-2005年）

#### アメリカ合衆国
ニューヨークでは、1908年に公共の場で婦人の喫煙を違法とする条例を制定したが、広がりは見られなかった。
アリゾナ州は、米国で初めて1973年に、公共の場所における喫煙を包括的に制限する法律を成立させた。カリフォルニア州は、1994年に働く場所での喫煙を禁止する法律を成立させ、1998年には壁で囲まれた場所における喫煙を完全に禁止する法律を成立させている。「壁で囲まれた場所」とは主に店舗・室内または空気の流れない場所のことであり、街路などはあてはまらない。また多くのレストランとバーでは室外に喫煙所を設置している。またニューヨーク州、カリフォルニア州、ハワイ州を含む22州（2008年時点）、および首都ワシントン特別区では、レストランとバーにおける喫煙が全面的に禁止されている。さらに、カリフォルニア州ベルモント市がアパートやマンションなどといった個人施設にまで禁煙する条例を可決し、2009年から施行した。

#### アイルランド
アイルランドは2004年3月、国家としては世界で初めて、壁で囲まれた働く場所を完全に禁煙とした。この禁止は、現在では、自由意志を基盤として、建物の外に広がっている。例えば、ダブリン空港では建物の入り口でも喫煙は許されておらず、喫煙はそれが許される標識のあるエリアにおいてのみ可能である。アイルランドでは、印刷物、テレビ、ラジオ、掲示板におけるタバコ広告の禁止に加え、2008年には店における広告も禁止され、タバコを店に置く際も見えない場所に置かねばならなくなる。

#### ブルガリア
2010年6月に、他の欧州諸国に倣って公共の屋内での喫煙を禁止する予定であったが、飲食店での喫煙を認めるように方針を転換し、規制を緩めた。ブルガリアは欧州でも指折りの喫煙大国で、10代の若者の3分の1が喫煙者である。

#### ニュージーランド
ニュージーランド政府は、2009年以降に生まれた子供は、現行法で喫煙可能である18歳になっても禁煙とする法案をニュージーランドの議会に提出しており、2008年以前に生まれた喫煙者が寿命を迎えるとともに「たばこのない国」になると想定している。

#### その他の国家
英国はアイルランドに追随し、2007年7月1日付から禁煙法を施行させた。フランスは、2008年に禁煙法を成立させ、室内禁煙になった。デンマークは、2007年8月1日付からより、酒場やクラブやレストランにおける禁煙が開始している。スウェーデンも同様の禁煙法を2005年7月1日付から施行させた。オランダとルーマニアは、2008年7月1日に酒場やクラブにおける禁煙を開始した。ただし、いずれも喫煙所では喫煙可能である。

### アジア諸国

#### ブータン
ブータンは、2005年から初めより世界で唯一、タバコの販売と自宅以外での喫煙を禁止している（個人輸入して自宅で喫煙することは可能だが、200%の関税がかかる）。

#### 香港
香港では、2007年1月1日付からオフィスやレストラン等の公共施設での喫煙を全面的に禁止する「喫煙公衆衛生改正条例」が施行。

#### トルクメニスタン
トルクメニスタンの大統領だったサパルムラト・ニヤゾフがガン手術を受けて禁煙したため、トルクメニスタン国内でタバコが禁止された。

#### 大韓民国
ソウル特別市は、2010年中に、受動喫煙防止のための「間接吸煙ゼロソウル」政策を実行する予定である。同政策においては、禁煙区域に指定されたバス停留所、公園、学校周辺200メートルの区域などで喫煙した場合、10万ウォン（約7300円）以下の過料を科すことになっている。この政策についておよそ91%の人が賛成しているとの結果が世論調査で出た。

#### 朝鮮民主主義人民共和国
2005年に最高人民会議常任委員会によって「たばこ統制法」が制定され、病院・診療所・列車・バス等の公共交通機関を禁煙区域に指定したほか、2020年11月には同委員会によって「禁煙法」が採択された。

### 中東

#### ガザ
2010年からガザの女性は公共の場所での喫煙が禁止されている（「宗教による女性の喫煙禁止」も参照）。

#### イスラエル
イスラエルには禁煙法があり、公共の場所は基本的に全面禁煙となっている。

### 日本国内

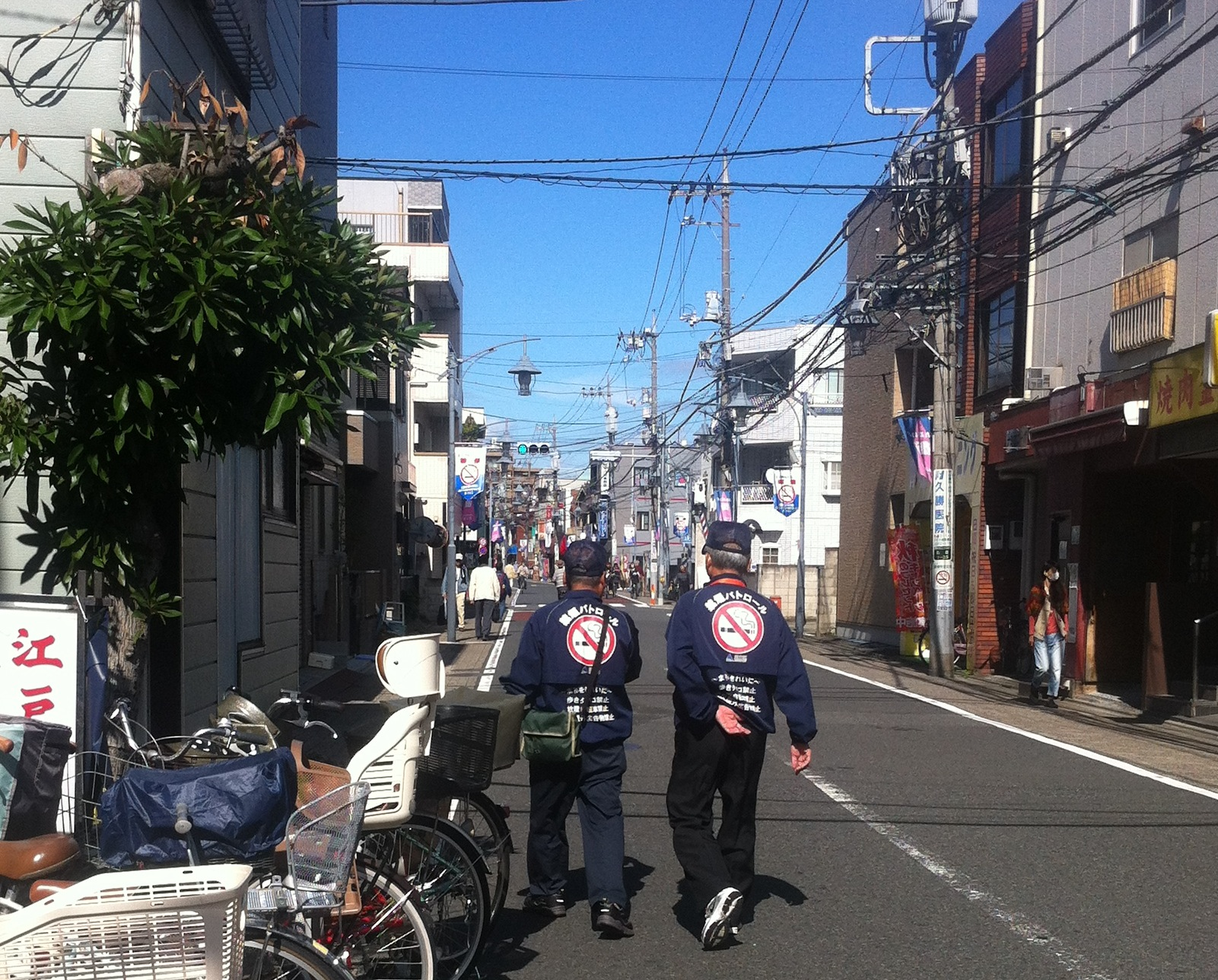
禁煙パトロール

次のような法律・条例により、喫煙の空間的禁止が行われている。2017年（平成29年）には、飲食店での原則禁煙や違反者への過料を盛り込んだ健康増進法改正案が厚生労働省でまとめられたが、第193回国会に提出すらされず終了した。
- 路上喫煙禁止条例
- 二十歳未満ノ者ノ喫煙ノ禁止ニ関スル法律（親や監督者、販売者に対する罰則）
- 健康増進法（受動喫煙の防止、第25条）[9]
- 労働安全衛生法（快適な職場環境の形成、71条の3第1項、指針第2の1の(1)）
- ビル衛生管理法（浮遊粉塵の基準）[10]
- 鉄道営業法（喫煙禁止車両、34条1号）
- 交通機関の喫煙規制
- 旅客自動車運送事業等運輸規則（禁煙表示のある自動車、53条6項）
- 海上運送法施行規則（船舶内の禁煙場所、23条の14第2号）
- 各地の火災予防条例（禁煙場所）
- 興行場法施行条例（禁煙表示、喫煙所）

## 喫煙習慣の停止

### 予防

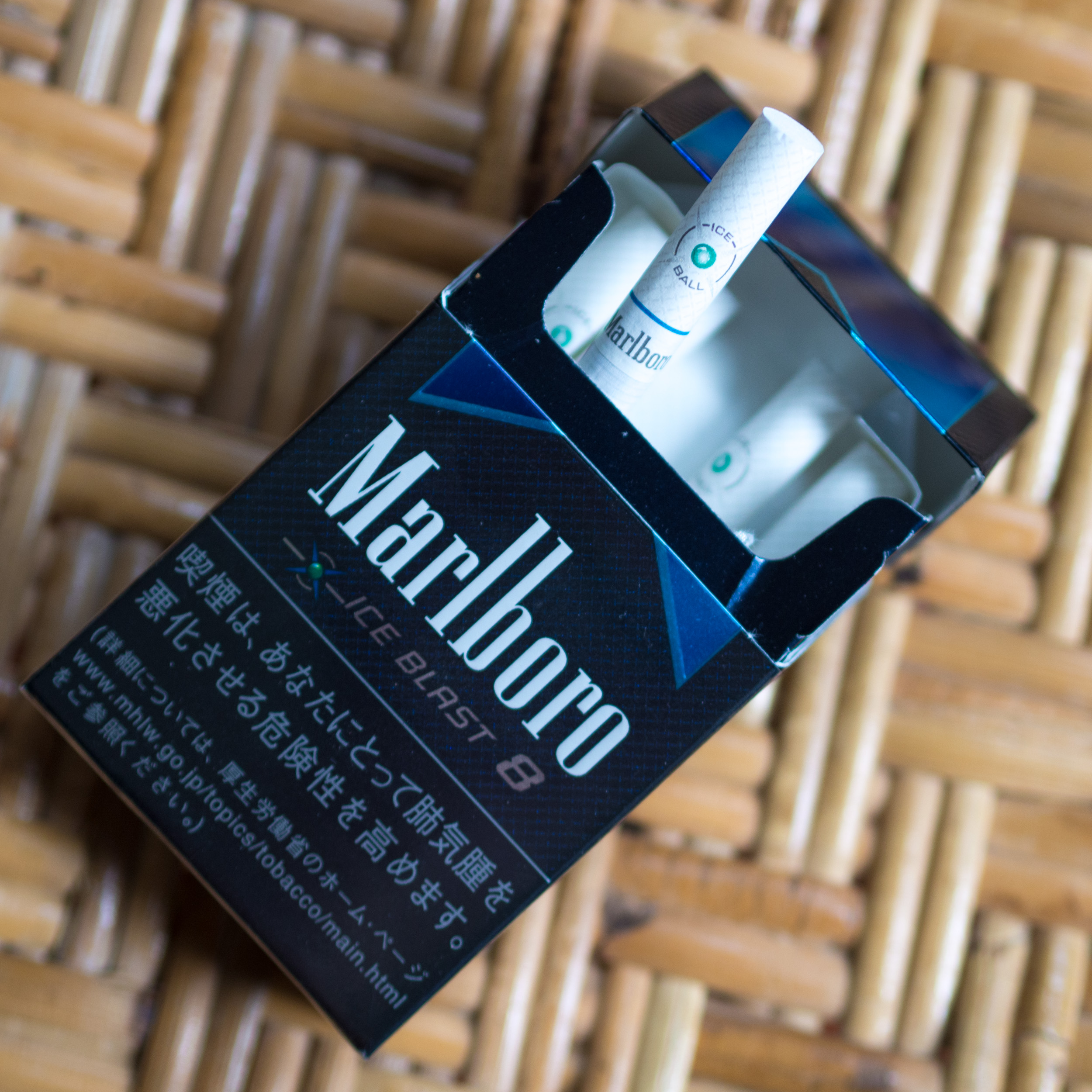
英語リスクを警告する日本のたばこの包装

世界保健機関（WHO）は、世界で毎年約300万人が喫煙を原因として死亡していると主張している。病気の原因のうち、最も死亡者が多く、最重要課題である。各国政府は、タバコの害を広く国民に広告し、禁煙を勧める政策を施行している。欧米諸国では、こうした政策が奏功し、次第に喫煙率は低下している。日本はかつて、先進国の中では最も喫煙率が高い国の一つであったが、21世紀以降は減少の一途を辿り、2019年の厚生労働省の国民健康・栄養調査によると習慣的に喫煙している者の割合は16.7%となっている。
WHOでは、禁煙を強く推進しており世界禁煙デー（毎年5月31日）を定めている。なお、1993年にWHOの疾病及び関連保健問題の国際統計分類第10版（ICD-10）において、喫煙は「精神作用物質による精神および行動の障害」に分類されている。
子供に対する禁煙教育は効果がある。欧米では積極的に禁煙教育が行われて成果を上げている。日本でも禁煙教育の試みがある。
なお、エンストローム論文の著者はタバコ産業から研究資金を得ており（それまで資金援助していたところが急に断ったため、なお共著者は、非喫煙者で研究資金も貰っていない）、その中立性が疑問視されているほか、研究自体に統計上の瑕疵があり学会からの評価が低いにもかかわらず、喫煙規制に反対する非専門家などによって「科学的根拠」として言及される場合がある。今日この論文は、アメリカで合衆国の裁判でタバコ会社が御用学者を使って世論を印象操作しようとした「証拠」として扱われ、著者は教授の地位と俸給を失っている。

### ニコチンと禁煙
自力で禁煙できる人もいるが、含まれるニコチンの依存性のため、禁煙したい人の多くは禁煙困難とされる。禁煙は心臓虚血発作を起こした医師ですら困難で、その半数しか禁煙できていない。研究によって、たばこは強い嗜癖性があるものだと、R.J.レイノルズ・タバコ・カンパニーは調査していた。
1990年代の研究では、人体への影響・動物実験データを総括的に第三者が評価した研究論文では、ニコチンはヘロインやコカインなどに匹敵する強力な依存性物質であるとする報告も存在するが、社会的背景を含めての評価ではコカインほどの依存性はないとする報告もある。
中脳ドーパミン神経の研究で、ニコチンとヘロインの脳への作用が類似しているという報告もある。
禁煙後の精神的変化を調査したメタアナリシスは、禁煙が抑うつ、不安、ストレスが減少し、肯定的な気分と生活の質の改善に関連することを見出した。効果の大きさは、気分障害や不安障害の人への抗うつ薬による治療と同等以上であり、精神障害のある人では効果は大きくないようであった。

### 個人的な対策
イライラ解消、吸いたい気持ちの抑制、口寂しさへの対処等のための食品・飲料では、水やお茶を飲む、砂糖の少ないガム昆布などが勧められる。
禁煙成功者500人に対する、トレンダーズによる2010年の調査では、口さみしさの対処に食品では、ガム43%、飲み物33%、アメ31%、甘いもの14%といった回答が得られ、飲料では、コーヒー67%、お茶52%、ミネラルウォーター28%、果汁入りジュース21%、紅茶19%であった。

### 禁煙トレーニング
1回の禁煙の試みは、例えば次のような手順で行われる。
1. 2週間以内に、禁煙を開始する日を決める（土日祝日が選ばれるケースが多い）。
2. 禁煙の準備として、禁煙中に行うことをなるべく多く考え、書きとめておく[注 2]。
3. 身の回りにある喫煙関連の用具を全て廃棄する。
4. 医療機関を受診し、ニコチンパッチを入手する。通常は8週間分であるが、4週間分で行う方法もある。
5. ニコチンパッチを貼る。前に書きとめたことを行う。喫煙は、他の習慣と結びついていることが多いので、なるべく日常の習慣を変える。タバコを吸いたい衝動は、およそ3分で収まるので、その間を乗り切る。少量でも吸えば、失敗に終わる。
6. タバコなどに由来するニコチンは平均3日で体から消えるが、精神的な依存は平均30日続く。禁煙後およそ30日が経過したら、一応禁煙達成と考える。
7. およそ平均2kgの体重増加があるが、禁煙達成後に対策を行う[注 3]。
8. 達成後に再喫煙してしまうのは、酒の席が多い。なるべく参加を辞退する。止むを得ない場合は、非喫煙者の隣に座る。また、ストレスが急に増えた時に再度喫煙することがあるので、対策を立てておく（現役喫煙者から再喫煙を勧められたり、強要されそうな場合はその場から立ち去り、先に退出しても問題はない。ただし、無銭飲食は厳禁）。
9. 移動手段（新幹線、特急電車など[注 4]）として現役喫煙者とは常に別行動をすること。喫煙エリア、喫煙ルームには近づかない、立ち入らない習慣を身に付けること[注 5]。
10. 現役喫煙者とは別居するのも有効手段の一つである[注 6]。
11. タバコ代を貯金箱に入れて貯金するなど、禁煙の利益を見やすい形にして禁煙を継続する。卒煙後は自分自身のためにご褒美を作ると好ましい[注 7]（ただし、喫煙関連の商品およびそれを連想するものは厳禁）。

その他にはニコチン、タールを体外へ排出する禁煙サプリメントの服用、禁煙を支援する内容の書籍を読み実行することにより禁煙の成功率が若干あがる（ただし、途中で中断したり誤使用した場合は対象外とする）。
また、専門家によるカウンセリングも有効であり、カウンセリングを受ける時間に比例して、禁煙成功率は最大30%にまで増加する。欧米諸国の先進国では公的機関による禁煙用の無料電話en:quitlineがあり、禁煙希望者の質問に答えている。
2008年から、医療機関にて保険診療による経口禁煙治療薬を用いる禁煙外来が行われている。薬物療法とカウンセリング療法を組み合わせたもので、科学的に卒煙できる方法として、注目されている。日本の禁煙外来では、ニコチンパッチとカウンセリングを併用して行っているが、電話などの相談窓口は存在しない。
失敗のケースとして喫煙本数を1本ずつ減らすやり方は、減らすこと自体がストレスになりやすい。またタバコのない環境に閉じ込める方法も、依存を強めるだけに終わる。かつては島津藩では喫煙者を死刑にしたが、喫煙を減らす効果は無かった。

## 税収との関連
多くの国では、たばこ製品には租税が課せられているため、禁煙政策は常に税収減の可能性と隣り合わせとなっている。たばこ税の増税という考えもあるが、その結果たばこの値段が上がることで喫煙を止める人が増えれば、当然国家の税収は減ることになるという矛盾を孕んでいる。日本の鳩山由紀夫首相（当時）は、たばこ税の問題に関して、「税収の問題ではなく国民の健康の方を重視するのは当然」という趣旨の発言をしている。

## 符号位置
| 記号 | Unicode | JIS X 0213 | 文字参照            | 名称                         |
| ---- | ------- | ---------- | ------------------- | ---------------------------- |
| 🚭   | U+1F6AD |            | &#x1F6AD; &#128685; | 禁煙マーク NO SMOKING SYMBOL |